# Pável Zelenoy
Pável Alexeevich Zelenoy (en ruso: Зеленой, Павел Алексеевич; 5 de enero de 1833 - 10 de enero de 1909) fue un almirante ruso, gobernador de Taganrog y Odessa.

## Carrera militar
Pável Zelenoy nació en el seno de una familia noble, hijo del teniente-capitán Alexey Nikolaevich Zelenoy. Se graduó en el Cuerpo Naval de Cadetes en 1851. Zelenoy circunnavegó el globo dos veces —a bordo de la fragata "Pallada" en 1852-1854 y a bordo de la fragata "Diana" en 1855—. En 1854 fue promovido al rango de teniente, en 1856-1860 sirvió a bordo de la fragata "Askold". En 1860-1865 comandó el bergantín "Almaz", y en 1866-1869 comandó la corbeta "Vityaz".
Se retiró en 1870 y sirvió en buques comerciales. Participó en la guerra ruso-turca (1877-1878), Zelenoy comandó una escuadra de minadores y estuvo al cargo de la transferencia de tropas rusas de los puertos marítimos del mar de Mármara a Rusia. En 1882 fue promovido al rango de contraalmirante.

## Carrera administrativa
En 1882-1885 fue Goberandor de Taganrog, en 1885-1898 Gobernador de Odessa, y a partir de 1898 fue fideicomisario honorario de las fundaciones de la emperatriz María. En 1891 fue promovido al rango de teniente-general del Almirantazgo. En 1902 fue promovido al rango de Almirante.

## Familia
Contrajo matrimonio con Natalia Mikhailovna Verkhovskaya (1842-1901). Sus hijos fueron: el Almirante Alexander Zelenoy (1872-1922) y las hijas Ekaterina y Olga

## Condecoraciones

### Condecoraciones rusas
- Orden de Santa Ana de 1.ª clase
- Orden de San Estanislao de 1.ª clase
- Orden de San Vladimir de 2.ª clase

### Condecoraciones extranjeras
- Orden de Dannebrog (Dinamarca)
- Orden del León y del Sol (Persia)
- Cruz de Comandante de la Orden de Cristo (Portugal)
- Cruz de Comandante de la Orden del Redentor (Grecia)
- Orden del Sello de Salomón (Etiopía)
- Orden de San Sava (Serbia)
- Orden de la Cruz de Takovo (Serbia)[1]